# Dipartimento di Alta Verapaz
Il dipartimento di Alta Verapaz è uno dei 22 dipartimenti del Guatemala, il capoluogo è la città di Cobán.	
Confina a nord con il dipartimento di Petén; a est con quello di Izabal, a sud con i dipartimenti di Zacapa, El Progreso e Baja Verapaz e a ovest con quello di Quiché.
Il territorio è caratterizzato da grande variabilità, vi sono cime che superano i 3.000 m s.l.m. e zone pianeggianti a quote intorno ai 300 m s.l.m. La varietà del territorio si riflette in una analoga varietà climatica. 
Oltre allo spagnolo nel dipartimento vi sono delle aree in cui si parlano idiomi indigeni come il Q'eqchi', il Poqomchi' e l'Achi.
Per quanto riguarda il patrimonio storico/artistico nell'area vi sono 64 siti archeologici relativi al periodo preispanico, all'epoca coloniale risalgono invece diversi edifici religiosi a Cobán, a San Juan Chamelco e a San Pedro Carchá.

## Storia
All'epoca della conquista, impressionati dal carattere bellicoso delle popolazioni indigene gli spagnoli chiamarono la regione Tezulutlán (Terra della guerra), nonostante ciò, la conversione avvenne in maniera pacifica grazie alle idee progressiste di Bartolomeo de Las Casas, a cui Alonso de Maldonado, governatore del Guatemala dal 1536 al 1539 concesse la giurisdizione esclusiva sul territorio che venne in seguito chiamato "Vera Paz", da cui deriva il successivo nome della regione ufficializzato da Carlo V nel 1557. 

## Comuni
Il dipartimento di Alta Verapaz conta 17 comuni:
- Chahal
- Chisec
- Cobán
- Fray Bartolomé de las Casas
- Lanquín
- Panzós
- Raxrurja
- San Cristóbal Verapaz
- San Juan Chamelco
- San Pedro Carchá
- Santa Catalina la Tinta
- Santa Cruz Verapaz
- Santa María Cahabón
- Senahú
- Tactic
- Tamahú
- Tucurú